# Salvador (Beja)
Salvador ist ein Ort und eine ehemalige Gemeinde (freguesia) in Portugal mit einer Fläche von 6,5 km² und 6582 Einwohnern (Stand 30. Juni 2011). Dies ergibt eine Bevölkerungsdichte von 1010 Einw./km². Salvador gehört zur Stadt Beja und deren Landkreis.
Am 29. September 2013 wurden die Gemeinden Beja (Salvador) und Beja (Santa Maria da Feira) zur neuen Gemeinde União das Freguesias de Beja (Salvador e Santa Maria da Feira) zusammengeschlossen. Beja (Salvador) ist Sitz dieser neu gebildeten Gemeinde.